# 兴宁站
兴宁站位于中国广东省梅州市兴宁市，为广州铁路（集团）公司管辖的车站。

## 业务办理
客运办理旅客乘降，行李，包裹托运。货运办理专用线，专用铁路整车货物发到。

## 公共交通

### 公交车
- 5路：五里村-罗坝村
- 22路：火车站-卫校

## 歷史
- 建于1994年。

## 外部連結
- 中国铁路客户服务中心（页面存档备份，存于）